# Metropolitní a hlavní město Řím
Metropolitní a hlavní město Řím (též Metropolitní město Řím, italsky úředně Città Metropolitana di Roma Capitale, nebo Città Metropolitana di Roma) je metropolitní město v italském regionu Lazio. Správní sídlo je v římském Palazzo Valentini.

## Historie

Metropolitní město Řím v rámci regionu Lazio

Správní jednotka Metropolitní město Řím vznikla 1. ledna 2015 jako právní nástupce zrušené provincie Řím (italsky Provincia di Roma).
Metropolitní město Řím, které se rozprostírá na území dřívější provincie, má 4.355.725 obyvatel (stav k 31. prosinci 2017) ve 121 obcích na ploše 5351,81 km².
Sousedí na severu s provinciemi Viterbo a Rieti, na východě s provinciemi L'Aquila a Frosinone, na jihu s provincií a Latina a na západě její někdejší břehy omývá Tyrhénské moře.
Po uzavření Lateránských smluv v roce 1929 byl na území dnešního Metropolitního města (městě Římě) založen městský stát Vatikán.

## Největší města a obce
Města s více než 15 000 obyvatel (stav k 31. prosinci 2017)
| Obec                | počet obyvatel         |
| ------------------- | ---------------------- |
| Řím                 | přibližně 2,75 milionu |
| Guidonia Montecelio | přibližně 89 tisíc     |
| Fiumicino           | přibližně 81 tisíc     |
| Pomezia             | přibližně 64 tisíc     |
| Tivoli              | přibližně 55 tisíc     |
| Civitavecchia       | přibližně 52 tisíc     |
| Velletri            | přibližně 53 tisíc     |
| Anzio               | přibližně 59 tisíc     |
| Nettuno             | přibližně 48 tisíc     |
| Albano Laziale      | přibližně 40 tisíc     |
| Ciampino            | přibližně 39 tisíc     |
| Marino Laziale      | přibližně 46 tisíc     |
| Ardea               | přibližně 49 tisíc     |
| Monterotondo        | přibližně 41 tisíc     |
| Ladispoli           | přibližně 41 tisíc     |
| Cerveteri           | přibližně 38 tisíc     |
| Fonte Nuova         | přibližně 33 tisíc     |
| Genzano di Roma     | přibližně 23 tisíc     |
| Colleferro          | přibližně 21 tisíc     |
| Frascati            | přibližně 23 tisíc     |
| Grottaferrata       | přibližně 20 tisíc     |
| Mentana             | přibližně 23 tisíc     |
| Palestrina          | přibližně 22 tisíc     |
| Ariccia             | přibližně 18 tisíc     |
| Anguillara Sabazia  | přibližně 19 tisíc     |
| Bracciano           | přibližně 18 tisíc     |
| Santa Marinella     | přibližně 18 tisíc     |
| Zagarolo            | přibližně 18 tisíc     |
| Rocca di Papa       | přibližně 18 tisíc     |

Zdroj ISTAT